# Teangue
Teangue (Gälisch An Teanga) ist ein Fischerdorf auf der zur Insel Skye gehörenden Halbinsel Sleat.
Es liegt bei Knock Bay im Westen der Bucht Sound of Sleat. Administrativ gehört das Dorf zur schottischen Council Area Highland.

## Sehenswürdigkeiten
Knock Castle befindet sich östlich des Ortes Teangue auf der Insel Isle of Skye.

## Verkehr
Der Ort liegt an der Landstraße A851.

## Wirtschaft
In Teangue befindet sich die 2017 eröffnete Whisky-Destillerie Torabhaig.